# Jordi Cebrián
Jordi Cebrián (n. Barcelona, España, 1964) es un escritor, periodista e ingeniero informático español. Su blog Cuentos en cien palabras ha sido elogiado por el diario El País y definido como la mejor web hispana de arte y cultura.

## Biografía
Nació en Barcelona, en 1964. Pocos datos existen en internet sobre su biografía, a lo que respondió en una entrevista: 

No, no he intentado ocultar ningún dato, pero es cierto que tampoco me he preocupado especialmente por darme a conocer más allá de lo que escribo. Pero espero aclarar un poco quien soy en las siguientes respuestas.

Colaboró en publicaciones como Ajoblanco y Cambio 16, y es redactor de la revista Cáñamo desde su fundación en 1997. 
Es un acérrimo defensor de la legalización de la marihuana en particular, y de las drogas en general, a partir de la defensa de la libertad individual frente a paternalismos sociales. Según sus propias palabras, sus intereses abarcan "la literatura, los cómics, la electrónica, el cine, la animación japonesa, el idioma japonés, el dibujo, la pintura, la política sobre drogas, y algunas docenas de cosas más". Lleva escritos en su blog (https://cienpalabras.blogspot.com) más de 500 microrrelatos.

## Obras
- Cebrián, Jordi (2012). Sobre drogas y prohibiciones. Prólogo de Juan Carlos Usó. Cáñamo Ediciones. ISBN 9788493495053. Consultado el 2 de diciembre de 2022.